# 周嶅
周嶅（1507年—？），字景魯，直隸常州府武進縣人，民籍，明朝政治人物。

## 生平
嘉靖十九年（1540年）庚子科應天府鄉試第二十六名舉人。嘉靖二十年（1541年）中式辛丑科會試第一百五十六名，登第三甲第一名進士。初授大理寺评事，恤刑陕西，有仁明声。嘉靖二十八年（1549年）任登州府知府。以忧归，囊橐萧然。既卒，贫不克葬，御史周如斗助葬之。

## 家族
曾祖周遜；祖父周溥；父周瑜，母詹氏。具庆下。